# Radim Jirout
Radim Jirout (* 6. dubna 1971 Ústí nad Orlicí) je český politik a ekonom, v letech 2010 až 2013 a opět od září 2024 poslanec Poslanecké sněmovny PČR, od roku 2010 zastupitel města Ústí nad Orlicí, člen ODS.

## Život
Je absolventem Technické univerzity v Liberci, kde v roce 1995 získal inženýrský titul v oboru ekonomika a řízení, posléze získal v roce 2010 titul MBA na Brno Business School/Nottingham Trent University, dále pak v roce 2016 LL.M. na Masarykově univerzitě/Nottingham Trent University.
V minulosti zastával post člena Dozorčí rady Pozemkového fondu a krátce post člena Dozorčí rady Českých drah. Profesně zastává post generálního ředitele v soukromé firmě.

## Politické působení
V komunálních volbách v roce 2006 kandidoval za ODS do Zastupitelstva města Ústí nad Orlicí, ale neuspěl. Zvolen byl až ve volbách v roce 2010. Mandát zastupitele města pak obhájil ve volbách v letech 2014 a 2018 (v obou případech na kandidátce ODS s podporou nezávislých kandidátů). Ve volbách v roce 2022 opět obhajoval na kandidátce ODS, ale skončil jako první náhradník. Hned po volbách však rezignoval na mandát spolustraník Jiří Tomášek, a tak se zastupitelem stal opět Jirout.
Poslancem Poslanecké sněmovny Parlamentu České republiky byl zvolen ve volbách 2010 v Pardubickém kraji z 16. místa kandidátky. Zastával post předsedy oblastního sdružení ODS Ústí nad Orlicí do doby, kdy byl zvolen předsedou regionálního sdružení ODS Pardubického kraje, kterým je dodnes. 
Ve volbách do Poslanecké sněmovny PČR v roce 2013 kandidoval v Pardubickém kraji jako lídr ODS, ale nebyl zvolen. Jediným zvoleným poslancem za ODS se v kraji stal Simeon Karamazov, který Jirouta překonal v počtu preferenčních hlasů.
Ve volbách do Poslanecké sněmovny PČR v roce 2021 kandidoval z pozice člena ODS na 2. místě kandidátky koalice SPOLU (tj. ODS, KDU-ČSL a TOP 09) v Pardubickém kraji, ale nebyl zvolen (stal se však prvním náhradníkem). Nicméně ve volbách do Senátu PČR v září 2024 byl senátorem zvolen David Šimek, který ne stejné kandidátce figuroval jako člen hnutí Nestran. navržený ze strany KDU-ČSL. Jeho zvolením senátorem dne 28. září 2024 se tak novým poslancem stal právě Jirout.
Ve volbách do Poslanecké sněmovny PČR v roce 2025 kandiduje z pozice člena ODS na 3. místě kandidátky koalice SPOLU (tj. ODS, KDU-ČSL a TOP 09) v Pardubickém kraji.